# 禍つヴァールハイト
『禍つヴァールハイト』（まがつヴァールハイト）は、KLabより配信されていたスマートフォン用ゲームアプリ。2019年4月23日サービス開始。2021年3月31日18時をもってサービスを終了した。

## 内容
本作は10の"光"によって壊滅状態に陥った世界を舞台に、"光"によって力を得た者たちによる調査組織・機動兵団の活躍を描いている。
本作はプレイヤーキャラクターのメイキング機能を有しており、容姿を細かく設定できるほか、キャラクターの音声を設定することもできる。
また、設定を変更することにより、装備を変更することなく外見のみを変更するアバター機能もある。
機動兵団には、ジョブに相当する部隊が存在しており、プレイヤーはそのうちの一つから選択してミッションをこなす。
部隊の変更は可能であり、変更時にはソウルツリーで獲得した能力の一部を引き継ぐことができる。

### 戦闘
本作の戦闘はコマンド式のリアルタイムバトルであり、敵と味方の攻撃が同時に放たれることもある。
通常攻撃に当たるオートスキルは自動で行われる一方、ウェポンスキルの発動はプレイヤーの任意による。
本作では、プレイヤーの行動により敵のヘイトがたまり、それによって攻撃対象が決まる仕組みが取られている。プレイヤーはこれを応用して、壁役のユニットにヘイトがたまるように仕向けることもできる。

## 開発
これまでKLabは他社IPの作品を中心として扱ってきたが、同社が掲げる3本柱のうち、自社オリジナル作品の創出という方針の元、本作の開発に当たった。
開発に当たり、プロデューサーの坂尻一人は単なるソーシャルゲームではなく、純粋なゲームとして遊べる作品を目指したと電撃オンラインとのインタビューの中で話している。
坂尻は『禍つヴァールハイト』という題名について、本作の舞台であるヴァールハイトの環境は人類にとって厳しく、希望の象徴となる「光」ですら人類に害をなす存在であるという意味を込めて、まがまがしさを出すためにつけたと、インタビューで話している。
また、本作の開発にはUnityに加え、自社開発のツールが用いられた。

### セッティング
本作の世界観は18世紀から19世紀のヨーロッパをモデルとしたファンタジーとして構築されている一方、悪魔や魔王といった強大な敵は存在せず、本作における「光」は自然災害の一種として設定された。
本作のシナリオを手掛けた生田美和は、ヒューマンドラマが得意という理由から起用された。
物語の全体には厳しい世界をどう生き抜くかというテーマが横たわっており、現実社会に通ずる描写も存在する。
主人公が所属する「機動兵団」は、ファウスト博士という人物が「光」に対抗するために結成した私兵団として設定され、近代的な衣装や武器がデザインされた。
一方、聖騎士団は旧体制の象徴として描かれている。

### デザイン
本作のキャラクターデザインおよび美術の指揮はThird Echoesが担当し、プレイヤーのアバター（分身）となる主人公、NPC、そして敵キャラクターの3種類のキャラクターによって異なる仕様のモデルが用いられた。
主人公は、100人同時プレイとカスタマイズを前提としたうえで、3D調になりすぎないよう細心の注意が払われた。

## 登場人物

### 機動兵団各隊隊長
レオカディオ
声 - 小山力也
ローラント
声 - 川澄綾子
イグナーツ
声 - 森川智之
ゲロルト
声 - 柿原徹也
ヤスミン
声 - 沢城みゆき
ユルゲン
声 - 鳥海浩輔
パーシ
声 - 内田真礼
セイディ
声 - 悠木碧
ソフィア
声 - 鬼頭明里
まがつくん
声 - 中村悠一
ファウスト
声 - 杉田智和
機動兵団を設立した科学者。

### ヴァールハイト帝国
エメライン
声 - 山崎はるか
帝国の姫。
ハルス
声 - 伊東健人
エーヴァルト
声 - 野上翔
聖騎士団の一人。
ジーク
声 - 安田陸矢

### 十二星会
アダラ
声 - たかはし智秋
カティ
声 - 鈴代紗弓
シュティア
声 - 長江里加
パルセノス
声 - 松井恵理子

### その他
ファントム
声 - 斉藤壮馬
ファニー
声 - 石飛恵里花
ヨアン
声 - 小形満
中央協会の関係者。
ハーゼ
声 - 中島ヨシキ
黒衣の男
声 - 八代拓
ゴットヘルフ
声 - 釘宮理恵
カミル
声 - 深町寿成

## コミカライズ
『禍つヴァールハイト ひとつきりの魔導書』のタイトルで「月刊コミックZERO-SUM」（一迅社）にて2020年3月号から8月号にかけて連載。漫画：遊行寺たま、原案協力：KlabGames。 ZERO-SUMコミックスより単行本が全1巻。

## テレビアニメ
『禍つヴァールハイト -ZUERST-』のタイトルで2020年10月から12月までTOKYO MXほかにて放送された。

### キャスト
- イヌマエル - 阿部敦[25]
- レオカディオ - 小野友樹[25]
- シャアケ - 花守ゆみり[25]
- エルフリーデ - 藤井ゆきよ[25]
- アルノルト - 松田健一郎[25]
- ベンジャミン - 柳田淳一[25]
- クラウス - 鈴木崚汰[25]
- ザイツ - 佐藤拓也[25]
- ヘルマン - 津田健次郎[25]
- コンラッド - 興津和幸[25]
- フリッツ - 新垣樽助[25]

### スタッフ
- 原作 - KLabGames[25]
- 監督・シリーズ構成 - 細田直人[25]
- 副監督 - 小野竜太
- キャラクターデザイン - 杉薗朗子[25]
- プロップデザイン - 松田未来、岩永悦宜
- 3DCGディレクター - 曹毅
- 美術監督 - 栫ヒロツグ[25]
- 美術設定 - 三浦智
- 色彩設計 - 井上あきこ
- 撮影監督 - 伏原あかね
- 編集 - 木村佳史子
- 音響監督 - 小泉紀介
- 音楽 - 横山克[25]
- 音楽プロデューサー - 藤平直孝
- プロデューサー - 今瀬千早、黒須礼央、北澤史隆、大和田智之、佐藤圭介、田中健吾、小彼孝一郎、福井詔雄、岡本昌明
- アニメーションプロデューサー - 中谷諭史
- アニメーション制作 - 横浜アニメーションラボ[25]
- 製作 - 禍つ製作委員会（KLab株式会社、NBC Universal Entertainment Japan、東京メトロポリタンテレビジョン株式会社、日本BS放送株式会社、株式会社WOWOW、株式会社丸井グループ、中外鉱業株式会社、株式会社ビットグルーヴプロモーション、株式会社キュー・テック）

### 主題歌
「君を救えるなら僕は何にでもなる」
黒崎真音によるオープニングテーマ。作詞は黒崎真音、作曲・編曲は大川茂伸。
「disclose」
H-el-ical//によるエンディングテーマ。作詞はHikaru//、作曲・編曲はグシミヤギヒデユキ。

### 各話リスト
| 話数   | サブタイトル                       | 脚本       | 絵コンテ                          | 演出              | 作画監督                                                                             | 初放送日        |
| ------ | ---------------------------------- | ---------- | --------------------------------- | ----------------- | ------------------------------------------------------------------------------------ | --------------- |
| 第1話  | THE GETAWAY -Part One-             | 細田直人   | 細田直人                          | 小林公二 中島政興 | 杉薗朗子 相澤秀亮 下島誠 美空                                                        | 2020年 10月13日 |
| 第2話  | THE GETAWAY -Part Two-             | 細田直人   | 中津環                            | 中津環            | ラリービンセント 式部美代子 杉薗朗子                                                 | 10月20日        |
| 第3話  | Of Creatures and Men               | 百瀬祐一郎 | 小野竜太                          | 小野竜太          | 佐藤天昭 武藤信宏 相澤秀亮 橋本有加                                                  | 10月27日        |
| 第4話  | Live with Honor, Die with No Pride | 百瀬祐一郎 | 蔡欣亞                            | 蔡欣亞            | 應地千晶 池上たろう 杉薗朗子                                                         | 11月3日         |
| 第5話  | From Gutheil with Love             | 百瀬祐一郎 | 安部元宏 細田直人 小野竜太 蔡欣亞 | 安部元宏          | 桜井木ノ実 杜伟峰 华炳炎 南伸一郎 花輪美幸 奥野浩行 中山和子 重松しんいち 佐々木瑞樹 | 11月10日        |
| 第6話  | Rogue Infiltration                 | 細田直人   | 蔡欣亞 小野竜太                   | 白石道太          | 陳暁殩 竹内花純 雨宮英雄 髙橋こう平 飯塚葉子 陳亮 関鵬 杉薗朗子                      | 11月17日        |
| 第7話  | Rogue Operation                    | 細田直人   | 高橋亨                            | 高橋亨            | 相澤秀亮 下島誠 武藤信宏 式部美代子 杉薗朗子 美空 服部益実 宇佐美翔平 櫻井拓郎       | 11月24日        |
| 第8話  | Rogue Ultimatum                    | 細田直人   | 新留俊哉                          | 中津環            | ラリービンセント 塚本智也 橋本有加 宮暁秀 櫻井拓郎 杉薗朗子                          | 12月1日         |
| 第9話  | State of the Empire                | 百瀬祐一郎 | 蔡欣亞 小野竜太                   | 蔡欣亞 中島政興   | パク・サンホ 杉薗朗子                                                                | 12月8日         |
| 第10話 | Break Free                         | 百瀬祐一郎 | 小野竜太 新留俊哉 蔡欣亞          | 新留俊哉          | Oh Eun soo Park Hoon Lim Keun soo Kwon Oh sik 杉薗朗子                               | 12月15日        |
| 第11話 | An Inconvenient Prophecy           | 細田直人   | 内藤明吾                          | 中川哲夫 西島圭祐 | 宮暁秀 服部益実 櫻井拓郎 宇佐美翔平 杉薗朗子                                         | 12月22日        |
| 第12話 | The Hand that Rocks the Cradle     | 細田直人   | 細田直人                          | 小林公二          | -                                                                                    | 12月29日        |

### 放送局
| 放送期間                       | 放送時間                     | 放送局   | 対象地域   | 備考                                                                     |
| ------------------------------ | ---------------------------- | -------- | ---------- | ------------------------------------------------------------------------ |
| 2020年10月13日 - 12月29日      | 火曜 23:00 - 23:30           | TOKYO MX | 東京都     | 製作参加 / リピート放送あり                                              |
|                                | 火曜 23:30 - 水曜 0:00       | BS11     | 日本全域   | 製作参加 / BS放送 / 『ANIME+』枠                                         |
| 2020年10月15日 - 12月31日      | 木曜 0:00 - 0:30（水曜深夜） | WOWOW    | 日本全域   | 製作参加 / BS/CS放送 / 『アニメプライム』枠 / 全話無料放送               |
| 2020年10月18日 - 2021年1月11日 | 日曜 3:08 - 3:38（土曜深夜） | 毎日放送 | 近畿広域圏 | 『アニメシャワー』第3部 / 最終話のみ月曜 2:00 - 2:30（日曜深夜）にて放送 |

| 配信開始日     | 配信時間        | 配信サイト |
| -------------- | --------------- | --- |
| 2020年10月13日 | 火曜 23:00 更新 | dアニメストア |
| 2020年10月20日 |                 | Amazonプライム・ビデオ ABEMA バンダイチャンネル Hulu TELASA U-NEXT アニマックスオンデマンド FOD dTV GYAO! MBS動画イズム TVer NTTぷらら ビデオマーケット Rakuten TV HAPPY!動画 |